# Хатковская, Нина Ивановна
Нина Ивановна Хатковская — советский хозяйственный и государственный деятель, лауреат Государственной премии СССР за выдающиеся достижения в труде.

## Биография
Родилась в 1942 году в деревне Конищево. Член КПСС с 1973.
Окончила десятилетнюю школу в Жодино.
В 1959—1998 — ученик токаря, токарь автоматного цеха Белорусского автомобильного завода
За большой личный вклад в повышение эффективности машиностроительного производства была в составе коллектива удостоен Государственной премии СССР за выдающиеся достижения в труде 1983 года.
Депутат Верховного Совета Белорусской ССР 11-го созыва.
Умерла в 2021 году в Жодине.

## Награды
- Орден Октябрьской Революции (1981)
- Орден Знак Почёта (1971)